# Farra d'Isonzo
Farra d'Isonzo är en ort och kommun i regionen Friuli-Venezia Giulia i Italien och tillhörde tidigare även provinsen Gorizia som upphörde 2017. Kommunen hade 1 689 invånare (2018).